# Chlorochaeta flavicans
Chlorochaeta flavicans är en fjärilsart som beskrevs av Inoue 1982. Chlorochaeta flavicans ingår i släktet Chlorochaeta och familjen mätare. Inga underarter finns listade i Catalogue of Life.